# Mali svijet don Camilla
Mali svijet don Camilla (tal. Mondo Piccolo. Don Camillo) je roman talijanskog romanopisca Giovannia Guareschia objavljen 1948.
Radnja romana smještena je u fiktivni talijanski gradić i opisuje na satiričan način sukobe svećenika Don Camilla s komunističkim gradonačelnikom Pepponeom oko različitih pitanja, neposredno poslije drugog svjetskog rata. Lik Don Camilla je posuđen od stvarne osobe, Don Camilla Valota, katoličkog svećenika koji je bio u službi na frontu tijekom Drugog svjetskog rata, ali i zatočenik u koncentracijskom logoru Dachau. Sam pisac je međutim tvrdio da je lik Don Cammila inspirirao jedan drugi svećenik koji je obnašao dužnost u Valtellini
Roman je kasnije dobio nekoliko nastavaka a 1952. je snimljen i film koji dobiva veliku popularnost. Film je režirao Julien Duvivier a u ulozi Don Camilla se pojavljuje Fernandel.